# BNA: Brand New Animal
BNA: Brand New Animal (BNA ビー・エヌ・エー Bī enu ē?) es una serie de anime original producida por Trigger, dirigida por Yoh Yoshinari y escrita por Kazuki Nakashima.
Fue estrenada el 8 de abril de 2020 en el bloque de programación +Ultra de Fuji TV. El servicio de streaming, Netflix Japan estrenó los 6 primeros episodios el 21 de marzo de 2020, mientras que los últimos seis episodios se lanzaron el 6 de mayo de 2020.

## Argumento
La historia se ambienta en el siglo XXI, donde sale a la luz la existencia de humanos con forma animal. Uno de ellos es Michiru, quien vive como una humana normal hasta que un día de repente se convirtió en un Perro Mapache (tanuki). Michiru huye y se refugia en un área especial de la ciudad llamada «Ánima City», la cual se creó hace 10 años para que los animanos (animales-humanos) puedan vivir entre ellos. Allí Michiru conoce a Shirou, un lobo que odia a los humanos con especial vehemencia. De la mano de Shirou, Michiru comienza a aprender sobre las preocupaciones y el estilo de vida de los animanos. Mientras Michiru y Shirou intentan conocer las causas por la que de repente se convirtió en una animana, terminan por verse  envueltos en un gran incidente que amenaza con destruir el equilibrio entre animanos y humanos.

## Personajes
Michiru Kagemori (影森みちる Kagemori Michiru?)
 Seiyū: Sumire Morohoshi
La principal protagonista, una humana adolescente que un día se transformó en una animana perro mapache (tanuki) y partió a Ánima City para encontrar el modo de volver a la normalidad. Busca una cura para su "enfermedad", mientras descubre la dura realidad de la aparentemente utópica Ánima City. Michiru tiene el poder de transformarse parcialmente en el animal que quiera.
Shirou Ogami (大神士郎 Ōgami Shirō?)
 Seiyū: Yoshimasa Hosoya
Un animano lobo con un muy desarrollado sentido del olfato. Además posee una increíble fuerza capaz de superar a un león o un rinoceronte, aparte de tener un cuerpo inmortal con gran habilidad de regeneración. Se revela que ha vivido aproximadamente mil años, viviendo al principio como un animano lobo común antes de ser asesinado por Raymond Sylvasta junto con la gente de Nirvasyl. Fue posteriormente resucitado como Ginrou (el Lobo Plateado), poseyendo un inmenso poder que normalmente mantiene sellado, producto de haber absorbido en su cuerpo la sangre de 2000 cuerpos animanos de Nirvasyl.
Nazuna Hiwatashi (日渡なずな Hiwatashi Nazuna?)
 Seiyū: Maria Naganawa
Mejor amiga y compañera de clases de Michiru que, al igual que ella, se transformó un día en una animana zorro (kitsune). Fue atrapada por agentes del gobierno y enviada a un laboratorio para ser estudiada. Sin embargo, Cliff la rescató, y se unió al culto del Lobo Plateado. Viendo potencial en sus habilidades, Cliff la entrenó y le ayudó a dominarlas, enseñándole todo lo que sabía, convirtiéndola en quién es actualmente. Se volvió la cabeza del culto bajo el nombre de Déesse Louve, cambiando su apariencia a una que recuerda al lobo plateado de la leyenda. Así como Michiru, ella adquirió sus habilidades de animana tras recibir por error una transfusión de sangre animana, la cual los doctores confundieron con sangre humana.

Alan Sylvasta (アラン・シルヴァスタ Aran Shiruvuasuta?)
 Seiyū: Kaito Ishikawa
Un rico y enigmático emprendedor y presidente de las Farmacéuticas Sylvasta, así como el antagonista de la serie. Mostró interés en Michiru y Shirou por sus exclusivas habilidades físicas jamás vistas en animanos y planeó grandes cosas para ambos. Su ancestro, Raymond Sylvasta, fue el general responsable de la destrucción de Nirvasyl, el primer hogar de Shirou, luego de que los animanos que la habitaban enloquecieran debido a la agresión territorial y empezaran a matarse entre ellos y a los humanos indiscriminadamente. Además es consciente de que Shirou es el único sobreviviente de Nirvasyl y el lobo plateado, Ginrou.
Nina Flip (ニナ・フリップ Nina Furippu?)
 Seiyū: Ami Maeshima
Una animana delfín hija de Giuliano Flip que nunca salió de Ánima City hasta que conoció a Michiru, el mismo día en el que ella aprendió a convertirse en humana, ambas escapan de Ánima City a una fiesta en una casa humana. Sin embargo, al final todo sale mal porque Nina casi muere ahogada en un tanque en el que la joven anfitriona de la fiesta la mete, Michiru la rescata y ambas se marchan de allí con ayuda de Shirou. Es una muy buena amiga de Michiru.
Jackie (ジャッキー Jakkī?)
 Seiyū: Megumi Han
Un joven e ingenuo animano oso de bajos recursos con el que Michiru se encuentra al intentar ir a un partido de baloncesto, terminando por ir a un partido de baseball.

## Reparto
| Personaje                 | Seiyū                  | Actor de voz en inglés | Actor de doblaje        |
| Personajes Principales    | Personajes Principales | Personajes Principales | Personajes Principales  |
| ------------------------- | ---------------------- | ---------------------- | ----------------------- |
| Michiru Kagemori          | Sumire Morohoshi       | Cherami Leigh          | Monserrat Mendoza       |
| Shirou Ogami              | Yoshimasa Hosoya       | Ben Diskin             | Pablo Mejía             |
| Alan Sylvasta             | Kaito Ishikawa         | Robbie Daymond         | Javier Olguín           |
| Nazuna Hiwatashi          | Maria Naganawa         | Xanthe Huynh           | Alicia Vélez            |
| Personajes Secundarios    |                        |                        |                         |
| Barbara Rose              | Gara Takashima         | Cindy Robinson         | Gabriela Guzmán         |
| Marie Itami               | Michiyo Murase         | Reba Buhr              | Jocelyn Robles          |
| Yuji Tachiki              | Hiroshi Naka           | Jake Green             | Raúl Solo               |
| Gem Horner                | Hiroshi Yanaka         | Keith Silverstein      | René García             |
| Melissa Horner            | Kimiko Saitō           | Laura Post             | Rommy Mendoza           |
| Personajes Recurrentes    |                        |                        |                         |
| Giuliano Flip             | Yōhei Tadano           | Taylor Henry           | Mauricio Pérez          |
| Primer Ministro Shiramizu | Hōchū Ōtsuka           | Joe Ochman             | Jorge Badillo           |
| Kuro                      | Daisuke Motohashi      | Keith Silverstein      | Juan Carlos González    |
| Masaru Kusakabe           | Daisuke Motohashi      | Kyle McCarley          | José Ángel Torres       |
| Jackie                    | Megumi Han             | Erika Harlacher        | Jessica Ángeles         |
| Boris Cliff               | Takehito Koyasu        | Griffin Puatu          | Ricardo Tejedo          |
| Pingua                    | Daisuke Namikawa       | Tony Azzolino          | Alan Bravo              |
| Hiromu Yaba               | Akihiro Matsushima     | Kaiji Tang             | Santos Alberto          |
| Fumio Mimura              | Makoto Yasumura        | Todd Haberkorn         | Jaime Alberto Carrillo  |
| Koichi Ishizaki           | Kenji Nomura           | Tom Bromhead           | Esteban Desco           |
| Akihiro Magaki            | Katsumi Suzuki         | ¿?                     | Rafael Pacheco          |
| Akihiro Magaki            | Katsumi Suzuki         | ¿?                     | Gustavo López (ep. 3)   |
| Arai Rascal               | Hadzuki Hoshino        | Kira Buckland          | Liliana Barba           |
| Oso del Campo Central     | Tarō Kiuchi            | ¿?                     | Óscar Garibay           |
| Beastman Panda            | ¿?                     | ¿?                     | Dan Frausto             |
| Personajes episódicos     |                        |                        |                         |
| Satou                     | Mutsuki Ryumon         | Jake Green             | Juan Carlos González    |
| Tanaka                    | Tarō Kiuchi            | Todd Haberkor          | Osvaldo Trejo Rodríguez |
| Yamada                    | Takeru Yagi            | Tom Bromhead           | Carlos Hernández        |
| Bisabuela                 | Miyuki Ichijō          | Anne Yatco             | Gaby Cárdenas           |
| Elsa                      | Yuka Komatsu           | Xanthe Huynh           | Carla Castañeda         |
| Youta                     | Hadzuki Hoshino        | Laura Post             | Oliver Díaz             |
| Niña                      | Mikoto Nakai           | ¿?                     | Zoe Mora                |
| Mono Ardilla              | Kento Shiraishi        | ¿?                     | Tommy Rojas             |
| Nina Flip                 | Ami Maeshima           | Erika Harlacher        | Erika Langarica         |
| Lisa                      | Arisa Shida            | Anne Yatco             | Analiz Sánchez          |
| Beastman Pelicano         | Tarō Kiuchi            | ¿?                     | Erick Selim             |
| Saotome                   | Tsuguo Mogami          | Griffin Puatu          | José Antonio Macías     |
| Dante                     | Nobuo Tobita           | Joe Ochman             | Raymundo Armijo         |
| Locutor                   | Yū Mizushima           | ¿?                     | José Gilberto Vilchis   |
| Beastman Ratón            | ¿?                     | ¿?                     | Sebastián Rosas         |
| Beastman Oso              | ¿?                     | ¿?                     | Juan Carlos Tinoco      |
| Meteoro                   | Kazuki Miyagi          | ¿?                     | Dan Frausto             |
| Beastman Caballo          | Haruka Jin'ya          | ¿?                     | Héctor Emmanuel Gómez   |

## Media

### Anime
Netflix Japan estrenó los primeros 6 capítulos del anime el 21 de marzo de 2020, y los últimos fueron lanzados el 6 de mayo de 2020. Mientras que en TV el anime se estrenó el 8 de abril.

### Novela
Una novela precuela titulada BNA Zero: Massara ni Narenai Kemono-tachi (Los animales que no pueden ser nuevos) escrita por Nekise Ise se lanzará el 23 de abril de 2020.

### Soundtrack
El lanzamiento de la banda sonora de la serie está programado para el 24 de junio de 2020.